# TechCrunch
TechCrunch — вебсайт, що спеціалізується на новинах про компанії, які працюють у галузі ІТ. Фірми, новини про які потрапляють на сайт, варіюють у розмірах від стартапів до компаній з індексу NASDAQ-100.

## Історія сайту
Заснований Майклом Аррінгтоном у 2005 році. 28 вересня 2008 року на конференції TechCrunch Disrupt у Сан-Франциско представники AOL оголосили, що їх компанія викупить сайт. За чутками, вартість угоди склала від 25 до 40 мільйонів доларів.
У 2011 році, після низки звинувачень в бік сайту щодо можливого порушення етичних норм, Майкл Аррінгтон пішов у відставку. Частина журналістів сайту, зокрема Пол Карр та Сара Лейсі, теж покинули компанію.

## TechCrunch Disrupt
TechCrunch Disrupt — щорічна конференція, котра проводиться TechCrunch у Сан-Франциско, Нью-Йорку та Пекіні. У вересні 2013 року конференція вперше відбулась на території Європи, у Берліні.
На цих конференціях ІТ-стартапи демонструють свої продукти та послуги, змагаючись перед потенційними інвесторами, представниками ЗМІ та іншими зацікавленими особами.

## CrunchBase
TechCrunch володіє CrunchBase — сайтом, на якому відвідувач може проглядати інформацію про ІТ-компанії. База даних CrunchBase доступна для редагування самими ж відвідувачами.

## Crunchies
Crunchies — щорічна церемонія TechCrunch, на якій нагороджуються «найбільш привабливі стартапи, інтернет- та технологічні інновації року».